# Cattedrale di San Giovanni il Divino

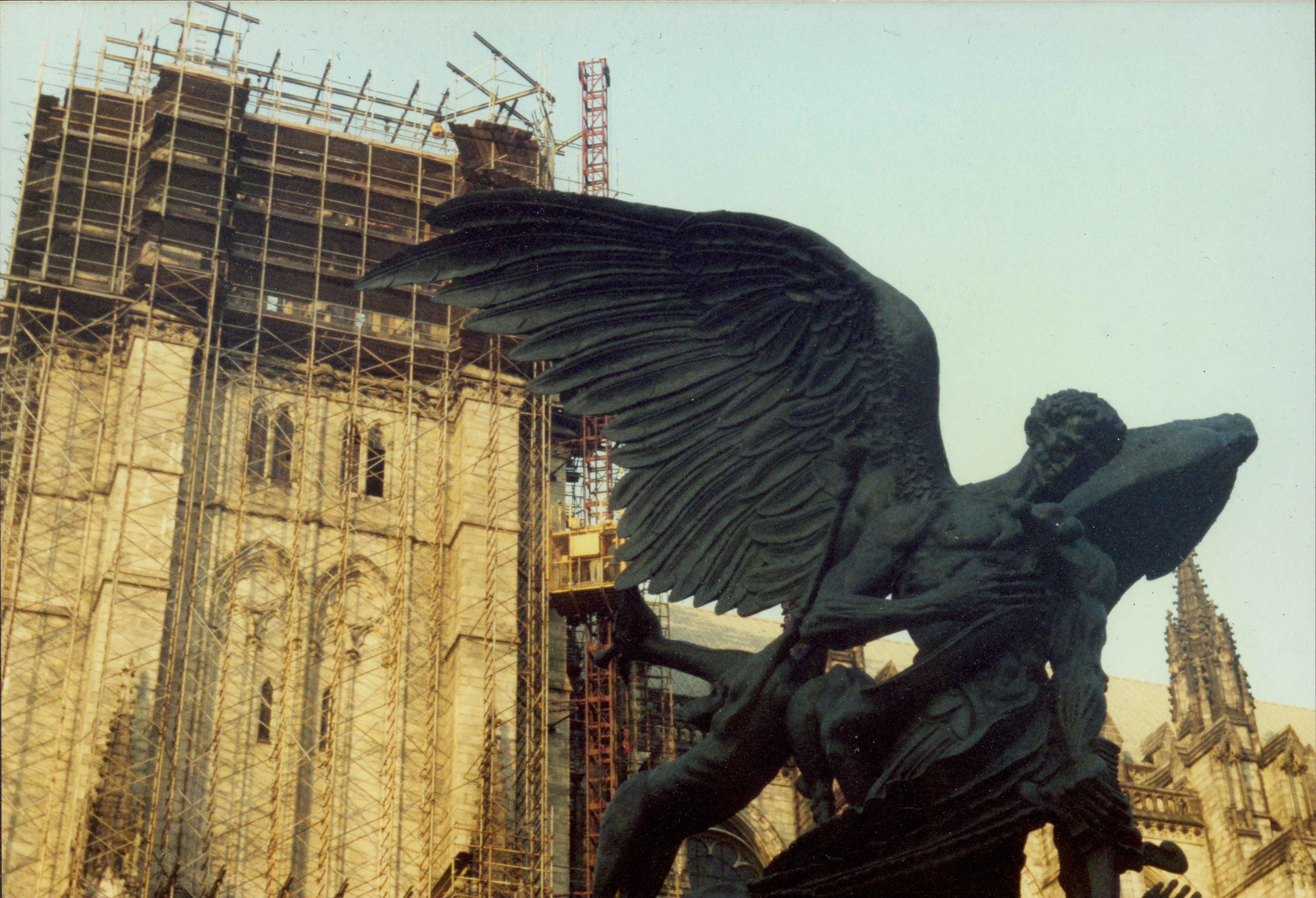
Lato meridionale della cattedrale (1987)

La cattedrale di San Giovanni il Divino (in inglese Cathedral of Saint John the Divine, per esteso Cathedral Church of Saint John: The Great Divine in the City and Diocese of New York, cioè Cattedrale di San Giovanni: il grande divino nella città e diocesi di New York) è la cattedrale episcopale di New York.
È situata in Amsterdam Avenue (presso la 112th street), nel quartiere di Morningside Heights, a Manhattan.
Si tratta di una delle cattedrali più famose del continente americano. Nonostante il fatto che sia tuttora incompiuta, lunga 180 m e alta 70 m, secondo diverse fonti sarebbe la più grande chiesa protestante del mondo.

## Storia
La diocesi "episcopale" (anglicana) di New York fu fondata nel 1785 (effettivamente nel 1787 quando fu consacrato il primo vescovo Samuel Provoost) ma inizialmente la sede della pro-cattedrale fu Trinity Church situata all'incrocio tra Broadway e Wall Street. A inizio Ottocento la Chiesa episcopale americana ebbe un grande sviluppo (ben 50 parrocchie in città nel 1810 rispetto alle 26 di fine Settecento) e si pensò a una vera cattedrale ma vi furono difficoltà a reperire fondi per una grande chiesa che si voleva all'altezza delle cattedrali gotiche europee e degna di una grande metropoli, inoltre c'era diffidenza in molti protestanti delle altre Chiese che avevano ancora risentimento verso una chiesa "inglese" (benché i più importanti rivoluzionari, da George Washington a Thomas Jefferson, fossero proprio episcopali) e che boicottarono l'idea facendo negare i permessi necessari. 
La situazione cambiò verso il 1870 quando molti newyorkesi trovarono invece "necessaria" la costruzione di grandi edifici che dessero lustro alla città e le più ricche famiglie di New York (dagli Astor ai Vanderbilt) aderirono alla raccolta di fondi per la cattedrale iniziata nel 1873 per volere di Horatio Potter (vescovo dal 1854 al 1882), anche per una sorta di "competizione" con la cattedrale cattolica di San Patrizio. Vari problemi furono legati al crollo della Borsa di quell'anno e nel trovare un sito adeguato (inizialmente si pensò all'Ottava Strada).
I piani dell'edificio realizzati dagli architetti George Lewis Heins e John LaFarge prevedevano una costruzione eclettica ispirata all'architettura romanica e a quella bizantina (1892). La chiesa fu iniziata secondo questo concetto, il quale prevedeva una cupola che venne effettivamente costruita. Più tardi, il progetto fu riveduto e continuato secondo lo stile neogotico (a partire dal 1911, dunque in un'epoca in cui il neogotico veniva considerato in Europa come anacronistico). Da notare sulla facciata il rosone prettamente gotico e i tre portali dotati di ghimberga. I modelli provengono dalle cattedrali francesi del XIII secolo.
La sua costruzione è continuata a singhiozzo: poco dopo la prima funzione religiosa che ebbe luogo in occasione dell'attacco di Pearl Harbor (1941) i lavori furono sospesi per ricominciare solo nel 1979 dietro iniziativa del vescovo Paul Moore. La continuazione è stata sospesa alla fine degli anni novanta per mancanza di fondi, sicché non si sa se verrà mai portata a termine.

## Note

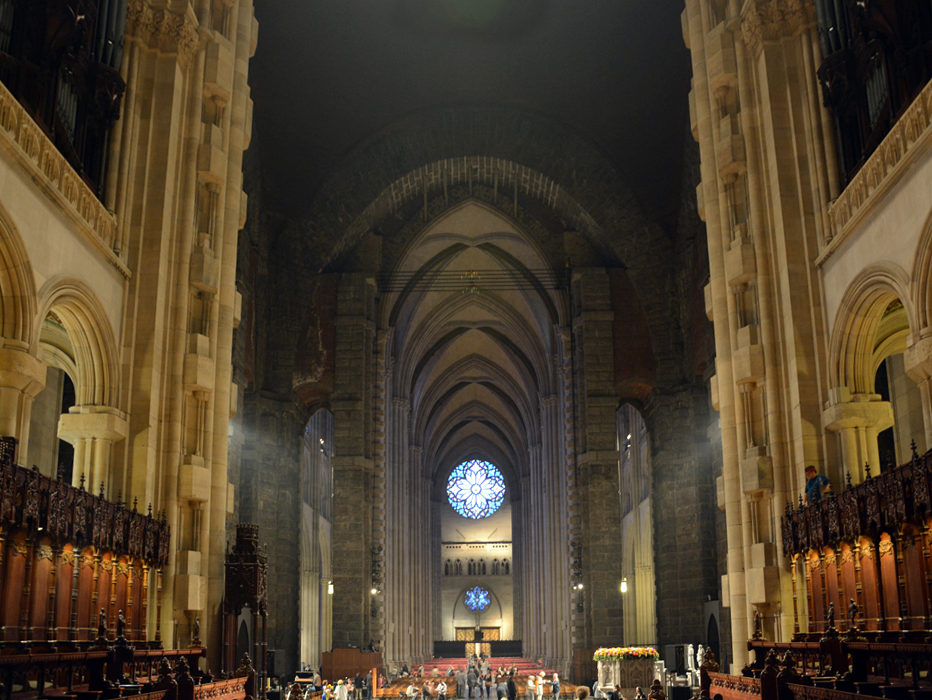
In primo piano, le forme eclettiche del coro; sullo sfondo, la navata centrale goticheggiante